# James Ellroy

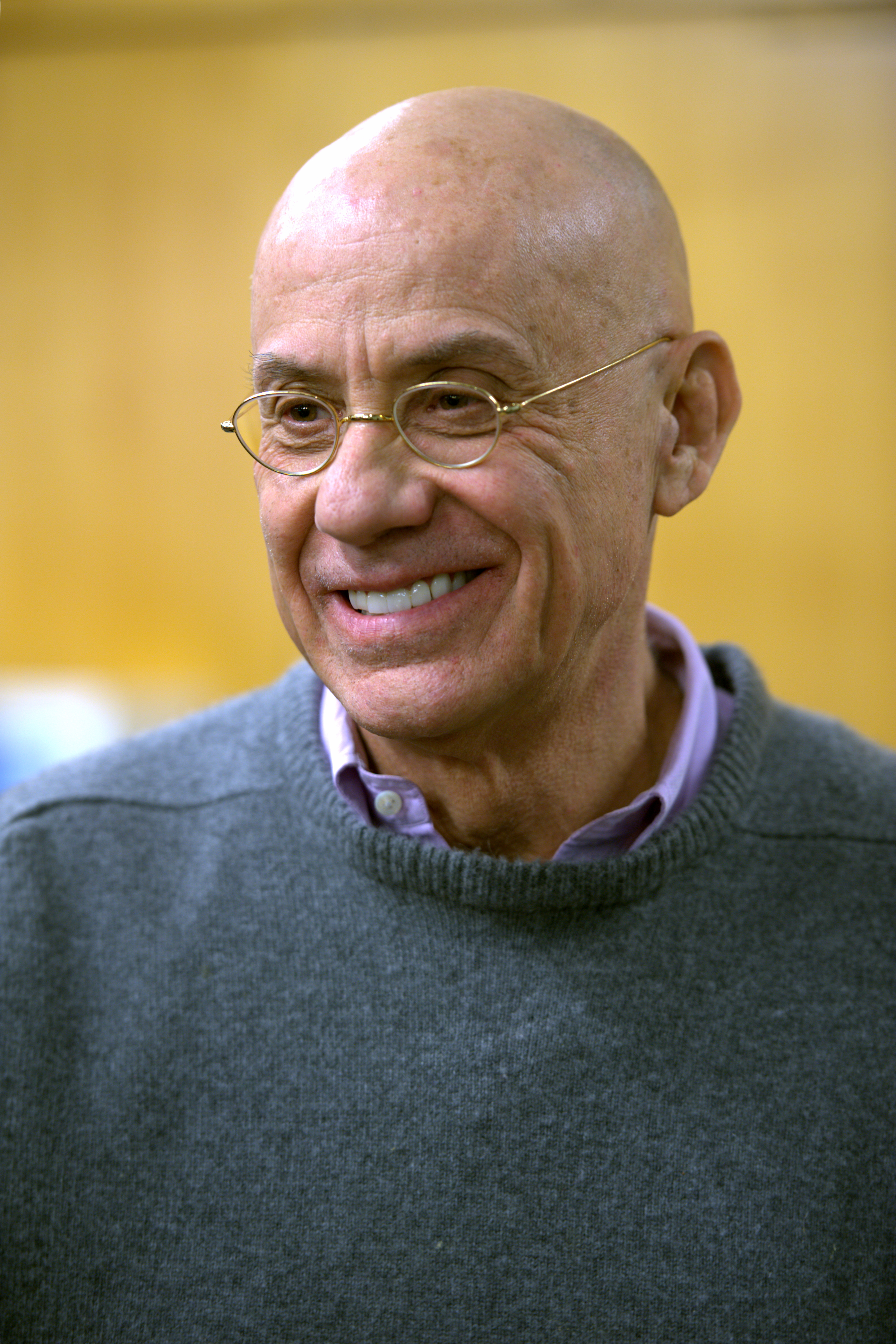
James Ellroy în 2011.

Lee Earle „James” Ellroy (n. 4 martie 1948, Los Angeles, SUA) este un scriitor american de romane polițiste.
În 1958 mama sa a fost asasinată, iar Ellroy a încearcat să-l descopere pe autorul crimei (întreaga poveste va fi relatată în lucrarea autobiografică My Dark Places). Adolescent rebel și cititor fanatic de romane polițiste, James Ellroy a fost exmatriculat din liceu pentru comportament turbulent. S-a înrolat în armata americană, dar a fost lăsat la vatră după câteva luni. La puțin timp după aceea îi moare și tatal, iar tânărul Ellroy începe să ducă o viata dezordonată.